# AM 0702-601
AM 0702-601 (o ESO 119-27) sono una coppia di galassie interagenti situata in direzione della costellazione della Carena alla distanza di circa 400 milioni di anni luce dalla Terra.
Le due galassie, pur essendo molto distanti tra loro, mostrano tuttavia i segni dell'interazione. In particolare la galassia posta a sinistra nelle immagini presenta l'espansione dei suoi bracci di spirale verso lo spazio esterno.